# André Pringolliet
André Pringolliet est un homme politique français, né le 23 janvier 1879 et mort le 13 juillet 1965 à Ugine, en Savoie.

## Biographie
Fonctionnaire à la mairie d'Albertville, puis cultivateur-négociant, il est président de la Fédération des mutuelles du bétail de la Savoie quand il s'engage en politique. Il devient en 1908, à 29 ans, maire de sa ville natale, en gagnant contre le candidat soutenu par le propriétaire des aciéries d'Ugine, Paul Girod. Acteur de la modernisation de la commune (routes jusqu'aux hameaux, constructions d'écoles, assainissement, mise en place de la séparation de l'Église et de l'État...), il est ensuite élu conseiller d'arrondissement, en 1910, puis conseiller général, en 1919.
Au début des années 1930, après avoir été battu aux législatives par le radical Antoine Borrel en 1928, il rejoint la SFIO de Savoie (laminée après la création de la SFIC en 1920), dont il reprend la direction.
En 1932, il se présente une deuxième fois à la députation, et est élu de peu. Il est le premier député socialiste à être élu en Savoie. Après un passage au nouveau Parti socialiste de France, issu d'une scission de la SFIO, il est réélu de justesse en 1936, cette fois-ci en tant que membre de l'Union socialiste républicaine, il réintègre finalement la SFIO.
Le 10 juillet 1940, André Pringolliet vote en faveur de la remise des pleins pouvoirs au Maréchal Pétain. Il rejoint ensuite la Résistance uginoise, puis retrouve son siège de maire de 1944 à 1945, avant de se voir interdit de mandat à la Libération et exclu de la SFIO. Il retrouve néanmoins en 1947 son mandat de maire, qu'il exerce jusqu'en 1959. Son beau-frère Jules Bianco lui succède ensuite à la mairie.
André Pringolliet meurt en 1965.

### Sources
- « André Pringolliet », dans le Dictionnaire des parlementaires français (1889-1940), sous la direction de Jean Jolly, PUF, 1960 [détail de l’édition]
- Franck Gavard-Perret, Paul Girod d'Ugine, Université de Savoie , 2 vol., 2007